# Albertus Sandberg
Albertus Sandberg (Zwolle (Overijssel), 1 december 1768 - aldaar, 6 maart 1843) was een Nederlands politicus.
Sandberg, lid van de familie Sandberg, was een Tweede Kamerlid en provinciebestuurder uit de eerste jaren van het Koninkrijk. Hij vervulde al tijdens de Bataafs-Franse tijd administratieve functies en werd in 1814 gedeputeerde van Overijssel. Hij volgde in 1828 zijn negen jaar jongere broer Samuel op als Tweede Kamerlid voor Overijssel. Hij behoorde in de Kamer tot de kritische leden, die meer openbaarheid over het financieel beleid verlangden. Hij werd na zijn vertrek uit de Kamer in de adelstand verheven.
Hij was in bezit van de havezate Het Laar bij Ommen.
Zijn vader Rudolf was voor 1795 de orangistische burgemeester van Zwolle en had in 1806 zitting in het Wetgevend Lichaam.
- Biografisch Portaal: 37588011
- Digitale Bibliotheek voor de Nederlandse Letteren: sand046
- International Standard Name Identifier: 0000 0003 8840 4327
- Nederlandse Thesaurus van Auteursnamen: 303098740
- Parlement.com: vg09llstbgzz
- Système universitaire de documentation: 252873882
- Virtual International Authority File: 281538968
- WorldCat: E39PBJmhPxKwgKWqJVgGP4cQMP